# Микитенко Борис Потапович
Борис Потапович Миките́нко (21 січня 1939, Біленченківка — 19 листопада 2002, Київ) — український скульптор; член Спілки радянських художників України з 1973 року. Батько скульптора Володимира Микитенка.

## Біографія
Народився 21 січня 1939 року в селі Біленченківці (нині Миргородський район Полтавської області, Україна). 1964 року закінчив Київський художній інститут, був учнем Олексія Олійника.
Після здобуття фахової освіти працював на Київському живописно-скульптурному комбінаті; з 1990 року — на творчій роботі. Мешкав у Києві в будинку на бульварі Лесі Українки, № 36-б, квартира № 24. Помер у Києві 19 листопада 2002 року.

## Творчість
Працював у галузях станкової (композиції, портрети сучасників і культурно-історичних діячів) і монументальної (рельєфи, пам'ятники у стилі соцреалізму) скульптури. Використовував склоцемент, мідь, оргскло, гіпс, бронзу, мармур. Серед робіт:
станкова скульптура
- «На сторожі Миру» (1965);
- «Молодість» (1968);
- «Вершники» (1968);
- «Студент» (1970);
- «Студентка» (1971);
- «Допризовник» (1972);
- «Пам'яті батьків» (1972);
- «Ветеран міліції Н. Бабенко» (1972);
- «Мати» (1974);
- «Герой Радянського Союзу М. Волков» (1975);
- «Мати-героїня» (1976);
- «Старшина міліції Ф. Якуба» (1977);
- «Михайло Грушевський» (1990-ті);
- «О. Парубок» (1990-ті);
- «Єва» (1990-ті);
- «Берегиня» (1996);
- «Лелека» (1997, бронза, мармур);
- «Тарас Шевченко» (1998, бронза);

монументальна скульптура
- рельєф «Монтажники» (1973);
- меморіальний ансамбль «Пагорб Слави» у Черкасах (1977, у співавторстві);
- пам'ятники
  - підпільникам, які загинули в боротьбі у селі Кримці Первомайського району Миколаївської області (1986);
  - воїнам та місцевим жителям, які полягли в боях німецько-радянської війни у місті Золотоноші Черкаської області (1988).

|                |                    |                       |
| «Пагорб Слави» | пам'ятник у Кримці | меморіал у Золотоноші |

Брав участь у всеукраїнських, всесоюзних, зарубіжних мистецьких виставках з 1965 року.